# Euxoa guadalupensis
Euxoa guadalupensis là một loài bướm đêm trong họ Noctuidae.